# アドルフ・シュトラウス

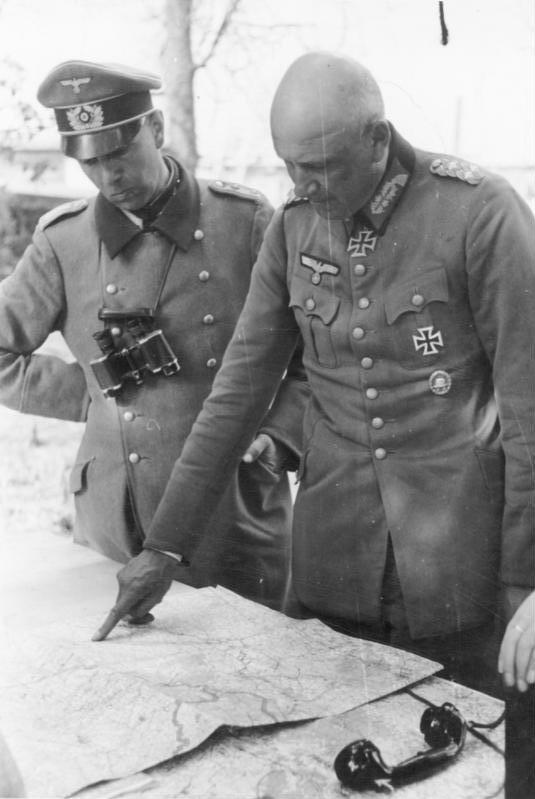
シュトラウス上級大将（右。1941年6月、東部戦線）

アドルフ・シュトラウス（ドイツ語: Adolf Strauß, 1879年9月6日–1973年3月20日）は、ドイツの陸軍軍人。最終階級は陸軍上級大将（ドイツ国防軍）。

## 経歴
ザクセン王国のシュメルムケに生まれる。1898年3月に入営し、士官候補生として第2下エルザス第137歩兵連隊に配属される。第162歩兵連隊当時の1901年10月に少尉に任官。1910年6月に中尉に昇進し、ベルリンの陸軍大学に学び、参謀将校としての教育を受ける。第一次世界大戦勃発後の1914年10月に大尉に昇進。終戦まで第99歩兵連隊で大隊長を務める。この大戦で鉄十字章、ホーエンツォレルン家勲章を受章。
戦後ヴァイマル共和国軍に採用され、1924年1月に少佐に昇進し、ドレスデン歩兵学校の教官となる。1929年5月、中佐に昇進し第6歩兵連隊参謀となる。1932年10月、大佐に昇進し第4歩兵連隊長に任命される。1934年9月、ベルリンの国防省に転属となり、歩兵総監に就任。12月に少将に昇進。新設の第22歩兵師団司令官に補される。1937年4月に中将に昇進し、翌年10月に第II軍団および第II軍管区司令官に就任。
1939年9月、第二次世界大戦冒頭のポーランド侵攻に同軍団を率いて従軍、騎士鉄十字章を受章。同軍団は10月に西部戦線に移動し、シュトラウスは1940年5月に第9軍司令官に任命された。同軍を率いてバルバロッサ作戦に従軍、中央軍集団に属した。1943年1月、健康上の理由により軍司令官を辞した。快復後総統予備（待命）となり、1944年秋に東部要塞地区司令官に任命された。
戦後イギリス軍の捕虜となり、1949年5月に釈放された。リューベックで死去した。